# Меланкома (тиран Ефеса)
Меланкома, Меланкомас (дав.-гр. Μελανκόμας) — тиран давньогрецького міста Ефес кінця VI — початку V ст.до н. е.
Спочатку був лояльним до Ахеменідів, але згодом приєднався до Іонійського повстання. Після поразки повстанців під Ефесом знову перейшов на бік персів. Після битви біля Ладе за його ініціативою ефесці зрадницьки перебили загін хіосців, що намагався дістатися батьківщини.
Відмовитися від влади Меланкому переконав особисто Геракліт.
Досить розповсюдженою є версія за якою ефеські тирани Меланкома і Комас насправді були однією особою